# 拥军优属拥政爱民

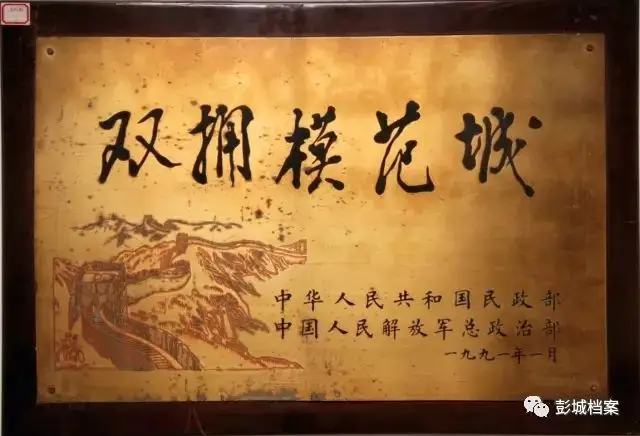
“全国双拥模范城”牌匾（徐州市）

拥军优属拥政爱民（简称“双拥”），是在中国共产党的领导下，以巩固和加强军政军民团结为主旨，组织发动全国军民为中国革命、建设和改革事业团结奋斗的一项社会活动。

## 简介
早在中国工农红军初创时期，中国共产党和毛泽东便提出工农红军离不开工农群众的思想，要求军队爱护人民群众，苏区政府和人民支援中国工农红军、优待军属。
抗日战争时期，为巩固和发展抗日根据地，扩大抗日民族统一战线，陕甘宁边区政府开展了“拥护军队、优待抗日军人家属”活动，八路军留守兵团开展了“拥护政府、爱护人民”活动。1943年1月，毛泽东肯定了陕甘宁边区的做法，号召各抗日根据地军民普遍开展这一活动。其背景是陕甘宁边区气候恶劣、土地贫瘠、经济落后。1939年9月在国共摩擦中中国国民党政府停发了陕甘宁边区部队“很有限的一点军饷和军需实物”。1939年陕甘宁边区总人口200多万，脱产人员4万多；1941年边区人口降至140余万，脱产人口增至近8万。随着非生产性人口增加，陕甘宁边区政府连年加征救国公粮。1937年8月1日，陕甘宁边区党委发布《关于征收救国公粮的决定》，要求当年征收15000石救国公粮。为此陕甘宁边区政府颁布《征收救国公粮条例》，但当年仅征收14197石。此后陕甘宁边区连年增加公粮征收量，1939年5万石，1940年9万石，1941年20万石。陕甘宁边区政府副主席林伯渠指出，有些地方征收救国公粮“有的收的太多了，如志丹差不多有30％，这不大好，也不调和。”除“救国公粮”之外，群众还要负担“救国公草”、“寒衣代金”、义务运粮运草、义务劳军等。定边县县长强晓初给边区政府正副主席林伯渠、高自立写信认为当年税收之重“这是空前的”。1940年和1941年陕甘宁边区遇大灾，难民倍增，但征粮任务没减少，致农民“纷纷外移于志丹，以避公债、兵役、买粮”。过多征收粮食加重了群众负担，引发志丹等地群众抢劫公粮事件，以及1940年初环县发生自卫军哗变事变（环县事变）。陕甘宁边区甚至有群众说“雷公咋不打死毛泽东”。
1938年12月，毛泽东率先号召八路军留守兵团“一手拿枪，一手拿锄头，把生产与战斗结合起来”。1939年春，毛泽东向陕甘宁边区提出“自力更生、自己动手、生产自给”，要求各级机关、部队、学校开展生产运动，以实现生产自给。1939年底，留守兵团部队衣食无着，而留守兵团政治部主任莫文骅称边区主要领导高岗不给留守兵团部队任何补助，留守兵团与陕甘宁边区政府的军政矛盾很突出。1939年冬，警备四团团长陈先瑞报告莫文骅说，战士借群众的锅，有的老乡把锅沉在池塘里不肯借，炊事班到老乡家做饭，老乡却将烟筒堵上。莫文骅将之反映给边区政府副主席高自立。朱德批评了边区政府不支持部队的行为。高岗不服，并报告毛泽东。毛泽东召集朱德、任弼时、李富春、肖劲光、林伯渠、高自立、高岗等人协商解决。毛泽东说：“军民关系发生问题，军队应先检讨自己，军队要拥护政府，要爱护人民；你们做地方工作的，也要拥护军队，照顾子弟兵！”
1940年7月，因为干旱，陕甘宁边区一些地方发生了军队与地方之间抢水事件。面对严重的经济困境，毛泽东向陕甘宁边区党政军各级组织发出“自己动手，丰衣足食”的号召，部队实行大规模屯田生产，党军民开始生产运动。军队和机关实现自给，减轻了群众负担。为配合大生产运动，中共中央采纳了边区政府副主席李鼎铭提出的“精兵简政”。
陕甘宁边区政府重视拥军工作，颁布了《抗日军人优待条例》等。在陕甘宁边区经济困难时期，在抚恤上出现问题。1938年初，延长县、延川县、宜川县等县200余名残疾军人突然提出要到延安见毛泽东“请愿”。毛泽东接见了这些伤病员，提出改善伤病员待遇，将残废院改称荣誉军人教导院，并改变过去的错误方针。新成立的荣誉军人教导院收2800多名荣誉军人，比原数量增长近一倍。陕甘宁边区政府在财政紧张的情况下，仍决定在1941年下半年增加残废金1/3。
八路军留守兵团重视优抚工作，优待抗属，保证每个抗属农业收成比上年增加20％，并建立了优待抗属和退伍伤残病老革命军人的模范村，开设专门学校供烈士子弟上学，能工作的分配工作。
1938年10月，朱德号召募捐毛袜、手套6万双以慰劳八路军，最终任务超额完成。1940年9月，陕甘宁边区政府致信各级政党军民号召为八路军募捐寒衣代金40万，号召城市商人及富绅等各界人士为八路军募捐寒衣代金40万，按市价每套30元约1.3万套，在两个月内完成了任务。
当时，在生产运动中，部队和部队之间、部队和边区政府之间、边区政府和人民之间都出现了矛盾。原因除了经济困难外，还有军队和地方仍存在主观主义、宗派主义、本位主义思想倾向。对军政军民关系中的问题，在整风运动期间，陕甘宁边区高级干部会议和军政干部联席会议都作了检讨。1941年底，在中共中央西北局高级干部会议上，高岗和陕甘宁边区行政部门部分人员批评肖劲光等人，说留守兵团“不尊重地方政府”、“闹独立性”，有人还提出部队存在“军阀主义”。军队干部则反映了地方政府的问题。毛泽东为此先将肖劲光、莫文骅、耿飚等十多位留守兵团领导找来，就军政、军民关系问题座谈。毛泽东说：军队和地方关系出了问题，军队首先要作检讨；军队和地方闹矛盾，军队要多作自我批评。这是一条什么时候都必须坚持的原则。同时，毛泽东也多次给陕甘宁边区政府领导做工作，要求他们拥护军队。在中共中央和毛泽东的指导下，军政民关系改善。
此外，陕甘宁边区在减轻民赋、运盐政策、政府预算、纸币发行等经济政策问题上，中共中央内部发生争论。围绕开源还是节流，任弼时、朱德等主张整理税收和发展生产，发展生产的资金依靠军队组织群众运盐和增发边币，而边区政府主席林伯渠、边区中央局副书记谢觉哉等反对增发边币，提出精兵简政。在盐业管理上，1940年边区中央局制订了“官督民运”政策，高岗兼任边区运销委员会主任，运盐劳役与“公盐代金”增加了群众负担，而林伯渠、谢觉哉不赞同这种强制运盐，提出实行自由贸易。毛泽东多次致信林伯渠、谢觉哉建议“要注意现行政策的成绩与正确方面”，并“积极克服执行现行政策中所发生的各种困难”，劝林伯渠、谢觉哉维护边区中央局（书记为高岗）的“官督民运”政策。通过“官督民运”，边区运盐量从1940年的23万驮增至1941年的近30万驮（每驮150斤）。
在运盐中还发生了留守兵团与民争利的问题，为此边区政府与八路军后方留守处联合通令各机关及部队不得拉用或留难运盐牲口和车辆。其他抗日根据地为解决财政困难，或让部队做生意，或开辟税源，引发许多问题。中共中央华中局称，“部队做生意弊病很多，不但可以助长商人意识，而且常常造成与民争利、违反党的政策和政府法令的现象。”“开辟税源、增加税收势必增加人民负担。”
针对环县事变，陕甘宁边区总结教训，肃清官僚主义，提出群众路线。为协调党政军民关系中，中共中央提出了增强党性的决定、实行党的一元化领导。毛泽东等领导多次号召党内保持团结统一。针对党政军民间的问题，毛泽东要求统一抗日根据地党的领导。1942年9月1日，中共中央公布《中共中央关于统一抗日根据地党的领导及调整各组织间关系的决定》，强调加强党政军民团结，“要求每个根据地的领导一元化”。1942年10月1日，毛泽东提出各根据地普遍开展拥政爱民与拥军优属运动，要求军队、党政和群众团体在双拥运动中彻底检查各自的缺点错误，“实行公开的群众性的自我批评”，要求“各方面只批评自己，不批评对方。”同日，中共中央将抗日战争期间陕甘宁边区的政策概述为“十大政策”：对敌斗争、精兵简政、统一领导、拥政爱民、发展生产、整顿三风、审查干部、时事教育、三三制、减租减息。
1942年11月4日，贺龙发出整军号召，要求陕甘宁边区军队在中共中央西北局领导下，以及所有建制部队在陕甘宁晋绥联防军司令部领导下，“统一思想，统一政策，统一指挥，统一作风，”使军队进一步“正规化，党军化”。1942年12月9日，陕甘宁边区政府委员会第三次会议通过《陕甘宁边区调整军政民关系维护革命秩序暂行办法》，其中强调“三个尊重”：地方党政人民尊重抗日军人权利、军队尊重地方党政人员、尊重人民权利。1943年元旦前，留守兵团政治部编写出《拥护政府爱护人民讲话材料》。为响应党的一元化，军队提出“拥政爱民”，并称“拥护政府、拥护人民，是我们革命军队的责任，是响应党的领导一元化的具体表现。”肖劲光主持起草了八路军留守兵团司令部、政治部《关于拥护政府爱护人民的决定》。同日，八路军留守兵团司令部、政治部发出《关于拥政爱民月的工作指示》，确定自1943年2月15日至3月4日为拥政爱民月。同时，留守兵团还制定并公布了中国共产党军队历史上首个《拥政爱民公约》。
1943年1月15日，陕甘宁边区政府公布《拥护军队的决定》。同日，颁布了林伯渠、李鼎铭、肖劲光签署的《陕甘宁边区新订优待抗日军人家属条例》、《抗日军人抚恤条例》、《陕甘宁边区调整军政军民关系维护革命秩序暂行办法》、《动员战士归队暂行办法》、《抗属离婚处理办法》、《军民诉讼暂行条例》。
中国共产党领导抗日根据地开展大生产运动应对经济危机，开展整风运动整顿“三风”，开展双拥运动缓解党政军矛盾，这都为实行党的一元化领导奠定了基础。1942年12月1日，中共中央向各地区党的领导机关发出《中央关于加强统一领导与精兵简政工作的指示》。此后，各抗日根据地结合整风及精兵简政，调整了所辖地区的党政军民组织系统，实现了党的一元化领导。1943年3月20日，中共中央政治局会议通过了《中央关于中央机构调整及精简的决定》，决定以毛泽东为中央政治局主席和中央书记处主席，“主席有最后决定之权”。通过中央机构的调整，“使事权更加统一与集中”。
1945年12月，毛泽东在《一九四六年的解放区工作方针》的报告中，将拥政爱民和拥军优属作为一项重要任务。此后，拥政爱民、拥军优属逐步实现经常化、制度化。
第二次国共内战时期，在中共领导下，双拥工作形成了坚强的军政军民团结，迅速推翻了中国国民党的统治。中华人民共和国成立后，特别是改革开放以来，双拥工作理论不断完善，内容不断拓展，形式不断创新，军民共建社会主义精神文明，并开展国防教育，增强全民国防观念。
1980年徐州全国双拥工作会议，1984年北京全国双拥工作会议，1987年佳木斯全国双拥工作会议，1991年福州全国双拥工作会议，1993年延安全国双拥工作会议，2004年全国双拥工作会议先后举行。从1991年福州双拥会议起，评选双拥模范城（县），后来开过6次大规模的表彰会。
1991年6月，经中共中央批准，国务院、中央军委成立“全国拥军优属拥政爱民工作领导小组”及其办事机构。地方各级也成立了各级拥军优属拥政爱民工作领导小组及其办事机构。